# 버라이어티 생활웃음백과
버리이어티 생활웃음백과(バラエティー生活笑百科, バラエティーせいかつしょうひゃっか)은 NHK 종합 텔레비전에서 방송된 도쿄도에 NHK 방송 센터가 아닌 NHK 오사카 방송국에서 제작되어 일본 전역에 방송되고 있다.
이 프로그램은 1985년 4월 6일에 첫방송되었으며, 2022년 4월 9일에 마지막 방송하였다. 방송시간은 매주 토요일 낮 12시 15분이다.